# Klotoida
Klotoída (tudi Cornujeva spirala in Eulerjeva spirala) je transcendentna krivulja, katere ukrivljenost se spreminja linearno vzdolž njene dolžine. Spada med spirale.
Krivuljo je proučeval švicarski matematik, fizik in astronom Leonhard Euler (1707 – 1783), pozneje pa francoski fizik Marie Alfred Cornu (1841 – 1902).

## Uporaba
Krivulja se uporablja pri načrtovanju cest in železnic oziroma pri določanju njihovih lokov in krivin. Na naslednji sliki je prikazan prehod med dvema krivuljama z uporabo klotoide. Ravni del je prikazan z modro barvo, z zeleno barvo je prikazana krožnica, v katero mora preiti ravni del cestišča ali železnice. Z rdečo barvo je prikazana klotoida, ki v tem primeru predstavlja prehod med ravnim delom in krožnico. Takšna oblika krivulje se uporablja pri gradnji cest. To omogoča linearno naraščanje radialnega pospeška pri gibanju po cestišču, ki ima takšne ukrivljenosti. S tem se prepreči nenadne spremembe radialnega pospeška. Na podoben način se krivulja uporablja tudi pri navpičnih nagibih cestišč in železniških prog.

## Polarna oblika enačbe klotoide
Po definiciji klotoide velja:
{\displaystyle {\frac {1}{R}}={\frac {\mathrm {d} \theta }{\mathrm {d} s}}\propto s\!\,,}
to pa je:
{\displaystyle Rs={\text{konst.}}=R_{c}s_{o}\,}
{\displaystyle {\frac {\mathrm {d} \theta }{\mathrm {d} s}}={\frac {s}{R_{c}s_{o}}}\!\,.}
V polarnem koordinatnem sistemu sta enačbi klotoide:
{\displaystyle {\begin{aligned}x&=\int _{0}^{L}\cos \theta \,\mathrm {d} s=\int _{0}^{L}\cos \left[(as)^{2}\right]\mathrm {d} s\end{aligned}}}
in:
{\displaystyle {\begin{aligned}y&=\int _{0}^{L}\sin \theta \,\mathrm {d} s=\int _{0}^{L}\sin \left[(as)^{2}\right]\mathrm {d} s\\\end{aligned}}}.
Pri tem je:
{\displaystyle \theta =(as)^{2}\!\,}
in:
{\displaystyle a={\frac {1}{\sqrt {2R_{c}s_{o}}}}\!\,.}
V vseh zgornjih primerih je:
- {\displaystyle R\,} polmer ukrivljenosti
- {\displaystyle R_{c}\,} polmer krožnice na koncu spirale
- {\displaystyle \theta \,} kot med začetkom spirale in določeno točko na spirali
- {\displaystyle L,s\,} dolžina, merjena vzdolž spirale od njene začetne točke
- {\displaystyle L_{s},s_{o}\,} dolžina spirale

## Dolžina spirale
Dolžina spirale, merjena od izhodišča, je enaka:
{\displaystyle L=\int _{0}^{t}{\sqrt {\mathrm {d} x^{2}+\mathrm {d} y^{2}}}=\int _{0}^{t}{\mathrm {d} t}=t\!\,.}
Iz tega se vidi, da je dolžina spirale neskončna.

## Ukrivljenost
Ukrivljenost se označuje s {\displaystyle \kappa \,}:
{\displaystyle \kappa ={\tfrac {1}{R}}={\tfrac {\mathrm {d} \theta }{\mathrm {d} t}}=2t\!\,.}
Stopnja spreminjanja ukrivljenosti v odvisnosti od dolžine krivulje je:
{\displaystyle {\tfrac {\mathrm {d} ^{2}\theta }{\mathrm {d} t^{2}}}=2\!\,.}
Ukrivljenost klotoide je v vsaki točki sorazmerna z razdaljo od izhodišča. Zaradi tega je tudi zelo primerna za uporabo krivulje prehoda pri gradnji avtocest in železniških prog.

## Fresnelov integral
Kadar je {\displaystyle a=1\,}, se reče, da je klotoida normalizirana. Kartezične koordinate so v tem primeru podane s Fresnelovima integraloma {\displaystyle C(L)\,} in {\displaystyle S(L)\,}, ki sta definirana kot:
{\displaystyle C(L)=\int _{0}^{L}\cos s^{2}\,\mathrm {d} s\!\,}
{\displaystyle S(L)=\int _{0}^{L}\sin s^{2}\,\mathrm {d} s\!\,.}
Če se istočasno nariše v parametrični obliki {\displaystyle S(L)\,} in {\displaystyle C(L)\,}, se dobi klotoido.
Z uporabo potenčnih vrst za:
{\displaystyle \cos \theta =1-{\frac {\theta ^{2}}{2!}}+{\frac {\theta ^{4}}{4!}}-{\frac {\theta ^{6}}{6!}}+\cdots \!\,}
in:
{\displaystyle \sin \theta =\theta -{\frac {\theta ^{3}}{3!}}+{\frac {\theta ^{5}}{5!}}-{\frac {\theta ^{7}}{7!}}+\cdots \!\,}
se za {\displaystyle C(L)\,} dobi vrednost:
{\displaystyle {\begin{aligned}C(L)&=\int _{0}^{L}\cos s^{2}\,\mathrm {d} s\\&=\int _{0}^{L}(1-{\frac {s^{4}}{2!}}+{\frac {s^{8}}{4!}}-{\frac {s^{12}}{6!}}+\cdots )\,\mathrm {d} s\\&=L-{\frac {L^{5}}{5\cdot 2!}}+{\frac {L^{9}}{9\cdot 4!}}-{\frac {L^{13}}{13\cdot 6!}}+\cdots \end{aligned}}}
in za {\displaystyle S(L)\,} vrednost:
{\displaystyle {\begin{aligned}S(L)&=\int _{0}^{L}\sin s^{2}\,\mathrm {d} s\\&=\int _{0}^{L}(s^{2}-{\frac {s^{6}}{3!}}+{\frac {s^{10}}{5!}}-{\frac {s^{14}}{7!}}+\cdots )\,\mathrm {d} s\\&={\frac {L^{3}}{3}}-{\frac {L^{7}}{7\cdot 3!}}+{\frac {L^{11}}{11\cdot 5!}}-{\frac {L^{15}}{15\cdot 7!}}+\cdots .\end{aligned}}}